# دلقک (فیلم ۲۰۱۹)
دلقک (به تامیلی: Comali) و (به انگلیسی: Clown) فیلمی هندی محصول سال ۲۰۱۹ و به کارگردانی پرادیپ رانگاتان است. در این فیلم بازیگرانی همچون جایام راوی، کجال آگاروال و کی. اس. راویکومار ایفای نقش کرده‌اند.